# Paradoja epidemiológica latina
La paradoja latina o paradoja hispana, también llamada paradoja epidemiológica latina (en inglés: Latino Paradox, Hispanic Paradox y Latino Epidemiological Paradox) se refiere a la conclusión epidemiológica de que los hispanos o latinos en los Estados Unidos tienen niveles de salud substancialmente mejores que la media de la población, a pesar de lo que se pudiera pensar debido a los indicadores socioeconómicos de este grupo (bajo estatus socioeconómico, casi universalmente asociado con peor salud de la población y altas tasas de mortalidad en algunas las partes del mundo). La paradoja se refiere en particular a la baja mortalidad entre los latinos en Estados Unidos en relación con los blancos no hispanos. La causa específica de este fenómeno es poco conocida, aunque el factor decisivo parece ser el lugar de nacimiento. La paradoja, plantea la posibilidad de que las diferencias en el nacimiento y/o en las prácticas neonatales podrían estar involucrados a través de una falta de lactancia materna combinada con una impresión traumática al nacer (ambas comunes en la obstetricia americana) y las consiguientes enfermedades físicas y mentales, estas últimas agravadas por el impacto de los problemas psicológicos sobre las capacidades en las relaciones sociales.
Parece que la paradoja latina no puede ser explicada ni por la hipótesis del "sesgo del salmón" ni por el "fenómeno del inmigrante sano", dos teorías que postulan la baja mortalidad de los inmigrantes debido a, respectivamente, una posible tendencia de los inmigrantes enfermos a regresar a su país de origen antes de la muerte, como hacen los salmones cuando regresan al río donde nacieron para morir, y a la tendencia de los nuevos inmigrantes a ser más saludables en comparación con el resto de la población de su país de origen, debido a que la gente enferma o con peor salud no suele emigrar. Las diferencias históricas en los hábitos alimenticios y de tabaquismo y el lugar de nacimiento podrían explicar gran parte de la paradoja. Sin embargo, algunos creen que no hay ninguna paradoja latina, y que el recuento inexacto de muertes de hispanos en los Estados Unidos lleva a una subestimación de la mortalidad hispana o latina.
La primera acuñación de la paradoja epidemiológica hispana fue en 1986 por Kyriakos Markides; el fenómeno también se conoce como la paradoja epidemiológica latina. De acuerdo con Markides, profesor de Ciencias Sociomedicinales en el Centro Médico de la Universidad de Texas en Galveston, esta paradoja fue ignorada por las generaciones pasadas, pero ahora es "el tema principal en la salud de la población hispana en los Estados Unidos".

## Resultados estadísticos

### Mortalidad
A pesar de que aparecen a menudo en un menor nivel socioeconómico, la mayoría de grupos hispanos demuestran menor o igual nivel de mortalidad que los no hispanos de raza blanca. El Centro de Control de Enfermedades informó en 2003 que la tasa de mortalidad en los hispanos fue el 25 por ciento menor que los blancos no hispanos y 43 por ciento menor que los afroamericanos. Esta ventaja de mortalidad es más frecuentes entre los hispanos de mediana edad y ancianos. Las tasas de mortalidad entre los hispanos y los blancos no hispanos, que no excede de 1,00 a los veinte años de edad, decrece durante los 45 años siguientes; entonces se reduce drásticamente a 0,75-0,90 a los 65 años de edad, persistiendo hasta la muerte. Cuando se controlan los factores socioeconómicos, la brecha de ventaja para la salud de los mexicano-americanos, la mayor población hispana en los EE. UU., se incrementa notablemente.

### Mortalidad infantil
Otro indicador importante de la salud es la tasa de mortalidad infantil, que también es igual o mejor en los hispano-americanos que en los no-hispanos. Un estudio realizado por Hummer, et al. encontró que los bebés nacidos de mujeres inmigrantes mexicanas en Estados Unidos tienen alrededor de un 10% de mortalidad más baja en la primera hora, el primer día, y la primera semana que el de los niños nacidos de mujeres blancas no-hispanos nacidas en Estados Unidos. En 2003, la tasa nacional de mortalidad infantil hispana se encontró que era de 5,7, casi igual a la de los estadounidenses no hispanos y 58 por ciento más bajo que el de los afroamericanos. Los inmigrantes hispanos también tienen una tasa de mortalidad infantil un 20% menor que el de hispanos nacidos en EE. UU., aunque esta última población por lo general tiene mayores ingresos y educación, y son mucho más propensos a tener seguro de salud.

## Razones de la paradoja

### Los factores socioeconómicos
Según Alder y Ostrove, en promedio, los individuos más favorecidos socioeconómicamente, tienen mejor salud. El acceso a seguro de salud y servicios médicos preventivos son las principales razones de las disparidades socioeconómicas en salud. Las dificultades económicas en el hogar puede causar angustia y afectar a los padres, causando problemas de salud entre los niños que conducen al abuso de sustancias, depresión, y problemas de conducta. El bajo nivel socioeconómico se relaciona con mayores tasas de morbilidad y mortalidad. Los trastornos mentales son un problema de salud importante para los de nivel socioeconómico bajo, son de dos a cinco veces más propensos a sufrir de un trastorno diagnosticable que los de nivel socioeconómico alto, y es más probable que se enfrenten a barreras para recibir tratamiento. Por otra parte, esta falta de tratamiento para los trastornos mentales pueden afectar las oportunidades de educación, el empleo y el desarrollo personal.

### La segregación residencial
Importante para la comprensión de la salud de la comunidad migrante es la sociedad americana cada vez más estratificada, que se manifiesta en la segregación residencial, una forma de segregación que "ordena los grupos de población en contextos de barrio y formas de entorno de vida a nivel de barrio". A partir de la década de 1970, los niveles de ingresos bajos a moderados segregados en los Estados Unidos, comenzaron a degradarse. Mientras los ricos se hicieron más ricos, también lo hicieron sus vecindarios. Esta tendencia se refleja inversamente en los pobres, ya que sus vecindarios se volvieron más pobres. Como el sociólogo Douglas Massey explica, "como resultado, la pobreza y la riqueza comenzaron a concentrarse geográficamente". El profesor de administración pública y economía John Yinger, escribe que "una manera para la gente pobre de ganar competencia territorial para la vivienda es la de alquilar vivienda pequeña o de baja calidad". Sin embargo, continúa, la vivienda de baja calidad ofrece a menudo serios problemas de salud tales como la pintura con plomo y plagas de los animales. Aunque la pintura a base de plomo es considerada ilegal en 1978, sigue estando en las paredes de antiguas viviendas y casas, lo que representa un grave riesgo neurológico para los niños. El asma, un posible riesgo grave para la salud, también tiene una clara relación con la pobreza. Por otra parte, los ataques de asma se han asociado con ciertos aspectos de la calidad de las viviendas precarias, como la presencia de cucarachas, ratones, polvo, ácaros de polvo, moho y hongos. En 1997, la Encuesta de Hogares Americanos encontró que signos de ratas y/o ratones, son casi el doble de probables de ser detectados en los hogares pobres que en los hogares no pobres.

## Hipótesis

### Las ventajas de "El Barrio"
Una de las hipótesis de la paradoja latina propone que vivir en el mismo barrio que la gente con similares antecedentes étnicos confiere importantes ventajas a la salud. En un estudio de los ancianos de origen mexicano-estadounidenses, que viven en zonas con un mayor porcentaje de mexicano-estadounidenses, tenían una mortalidad de siete años mejor, así como una disminución de la prevalencia de condiciones médicas, incluyendo accidentes cerebrovasculares, el cáncer, y la fractura de cadera. A pesar de los índices relativamente altos de estos barrios en pobreza, debido a la falta de educación formal, a la baja remuneración y al empleo en el sector servicios, los residentes no sufren la misma mortalidad y morbilidad observados en los niveles socioeconómicos los barrios desfavorecidos de manera similar. Estos barrios tienen estructuras intactas en la familia, las instituciones comunitarias y de parentesco estructurado que abarcan a los hogares, todo lo cual se cree que proporciona beneficios significativos a la salud de un individuo. Estas estructuras de redes de apoyo social son especialmente importantes para la salud de la población de edad avanzada, ya que hacen frente a la disminución de la función física. Otra razón para este fenómeno podría ser que los hispano-estadounidenses de los que viven entre los de similares orígenes culturales y sociales están a salvo de algunos de los efectos negativos de la asimilación de la cultura estadounidense.

### La aculturación
La extensión de la aculturación de los hispano-americanos en los Estados Unidos, o su asimilación a la cultura estadounidense dominante, es relativa a su salud. Uno de los principales efectos negativos de la aculturación en la salud ha sido el abuso de sustancias. Más latinos asimilados tienen tasas más altas de uso de drogas ilícitas, consumo de alcohol y tabaquismo, especialmente entre las mujeres. Otro efecto negativo de aculturación es el cambio en la dieta y la nutrición. Los latinos más aculturados comen menos frutas, verduras, vitaminas, fibra y proteínas y consumen más grasa que sus contrapartes menos aculturados. Uno de los impactos más significativos de la aculturación en la salud de los latinos es resultado del parto. Los estudios han encontrado que las mujeres latinas más aculturadas tienen tasas más altas de bajo peso al nacer, nacimientos prematuros, embarazos adolescentes y comportamientos no deseados en la atención prenatal y posnatal, tales como fumar o beber durante el embarazo, y menores tasas de lactancia materna. Aculturación y mayor tiempo en los Estados Unidos también se ha asociado con resultados negativos de impactos en salud mental. Los latinos nacidos en Estados Unidos o residentes de larga duración de los Estados Unidos tenían tasas más altas de enfermedad mental que los inmigrantes latinos recientes. Además, los mexicano-americanos nacidos en el extranjero, tienen un riesgo significativamente menor de suicidio y de depresión que aquellos nacidos en los Estados Unidos. Las mayores tasas de enfermedad mental se piensa que es debido a la mayor angustia asociada a la alienación, la discriminación de los mexicano-estadounidenses que tratan de avanzar social y económicamente a sí mismos extrayéndoles de los recursos tradicionales y del apoyo social de su base étnica.

### El "efecto del inmigrante saludable"
El "efecto del inmigrante saludable", es la hipótesis de que la selección de los inmigrantes hispanos sanos para entrar en los Estados Unidos es motivo de la paradoja. Estadísticas internacionales de inmigración demuestran que la tasa de mortalidad de los inmigrantes es más baja que en su país de origen. En los Estados Unidos, las personas nacidas en el extranjero tienen una mejor percepción de salud que los encuestados nacidos en Estados Unidos. Por otra parte, los inmigrantes hispanos tienen mejor salud que los que viven en los EE. UU. durante un período largo de tiempo.

### La hipótesis del "sesgo del salmón"
Es la segunda hipótesis más popular, llamada el "sesgo del Salmón". Esta hipótesis pretende que muchos hispanos regresan a México después de un empleo temporal, jubilación o enfermedad grave, lo que significa que sus muertes se producen en suelo mexicano y no se toman en cuenta los informes sobre mortalidad en los Estados Unidos. Esta hipótesis considera a las personas como "estadísticamente inmortal", porque baja artificialmente la tasa de mortalidad hispana. Algunos estudios apuntan que podría ser razonable. Estos estudios indican que aunque la migración de retorno, tanto temporales como permanentes, dependen de determinadas situaciones económicas y sociales en las comunidades, hasta el 75% de los hogares en los barrios de inmigrantes mexicanos no hay ningún tipo de migración de retorno de los EE. UU. Sin embargo, Abrafdo-Lanza, et al . encontró en 1999 que la "Hipótesis de Salmón" no puede explicar la menor mortalidad de los hispanos en los EE. UU.

## Comparación con otros grupos étnicos
Uno de los aspectos más importantes de este fenómeno es la comparación de salud de los hispanos con la salud de los afroamericanos. Tanto los índices de pobreza actuales e históricos de las poblaciones hispanas y afroamericanas en los Estados Unidos son siempre marcadamente inferiores a la de los estadounidenses no hispanos, blancos y asiáticos. El Dr. Héctor Flores, explica que "se puede predecir en la población afroamericana, por ejemplo, una alta tasa de mortalidad infantil, por lo que podría pensar que una minoría pobre similar, tendría los mismos resultados de salud". Sin embargo, dijo, los malos resultados de salud no están presentes en la población hispana. Por ejemplo, la tasa de mortalidad ajustada por edad para los hispanos que viven en el Condado de Los Ángeles fue del 52 por ciento menos que los negros que viven en el mismo condado.

## Críticas
Algunos investigadores en salud pública argumentaron que la paradoja hispana no es en realidad un fenómeno nacional en los Estados Unidos. En 2006, Smith y Bradshaw, argumentó que no existe paradoja hispana. Sostienen que las expectativas de vida eran casi iguales para las mujeres blancas no hispanas e hispanas, pero menos estrecha en varones blancos no hispanos e hispanos. Turra y Goldman sostienen que la paradoja se concentra entre los nacidos en el extranjero de determinados orígenes nacionales, y sólo está presente en los de media edad y de edades más avanzadas. En las edades jóvenes, explican, las muertes están muy relacionadas con factores ambientales tales como homicidios y accidentes. Las muertes a edades más avanzadas, sostienen, están más relacionados con la salud perjudicial relacionada con las conductas y el estado de salud a edades más tempranas. Por lo tanto, la inmigración y los procesos relacionados con la supervivencia sólo ofrecen protección a las personas en edades medias y mayores, el impacto negativo de la asimilación en los barrios pobres es mayor en la mortalidad de los inmigrantes a una edad más joven. Por el contrario, Palloni y Arias sostienen que este fenómeno es causado muy probablemente por el sesgo en las tasas de subestimación de la mortalidad causada por errores de identificación étnica y/o una exageración de la edad. Estos errores también podrían estar relacionados con errores de adecuación en los registros de defunción de la Encuesta Nacional de Salud, pues carecen de numeración segura, o de apellidos complejos.